# ماشترزن
ماشترزن (به آلمانی: Mechtersen) یک شهر در آلمان است که در لونبورگ واقع شده‌است. ماشترزن ۶۵۶ نفر جمعیت دارد.